# Cappella delle Suore della Santissima Madre Addolorata
Cappella delle Suore della Santissima Madre Addolorata är ett kapell i Rom, helgat åt den smärtofyllda modern Maria. Kapellet är beläget vid Via Paolo III i quartiere Aurelio och tillhör församlingen San Gregorio VII.

## Historia
Kapellet innehas av kongregationen Suore della Santissima Madre Addolorata, grundad år 1885 av Franziska Streitel (1844–1911; vördnadsvärd 2010). Moderhuset med kapell uppfördes år 1925. Tidigare hade kongregationen sina lokaler vid Borgo Santo Spirito.
Fasadens nedervåning har fyra korintiska pilastrar. Frisen bär inskriptionen B. MARIAE MATRI DOLOROSAE. Interiören är treskeppig med absid. Absiden har en monumental fresk föreställande Korsfästelsen.